# Алиев, Фирдовси Шахмирза оглы
Фирдовси Шахмирза оглы Алиев (азерб. Firdovsi Şahmirzə oğlu Əliyev; род. 5 мая 1961, Монидигах, Лерикский район) — азербайджанский государственный деятель. Депутат Национального собрания Азербайджана I созыва. Глава исполнительной власти Самухского района (с 2023).

## Биография
Родился 5 мая 1961 года в с. Монидигах Лерикского района. В 1983 году окончил биолого-географический факультет Азербайджанского государственного педагогического университета.
В 1991 году окончил аспирантуру Института географии НАНА. Кандидат сельскохозяйственных наук.
В 2000 году окончил юридический факультет Бакинского государственного университета.
С 1991 по 1993 год являлся младшим научным сотрудником Института географии НАНА. С 1993 по 2000 год являлся старшим научным сотрудником Института почвоведения и агрохимии НАНА. 
Член партии «Новый Азербайджан». Являлся членом политического совета партии.
Депутат Национального собрания Азербайджана I созыва (1995 — 2000). Являлся членом комиссии по аграрной политике Национального собрания Азербайджана.
С 2002 года являлся начальником управления экологической политики, с 2003 года — начальником управления экспертизы Министерства экологии и природных ресурсов Азербайджана.
С 2004 по 2023 год являлся заместителем министра экологии и природных ресурсов Азербайджана.
С марта по октябрь 2023 года являлся советником министра экологии и природных ресурсов Азербайджана.
Глава исполнительной власти Самухского района (с 25 октября 2023).
Владеет русским, немецким языками.

## Награды
- Медаль «За отличие на государственной службе» (22 июня 2019) — за плодотворную деятельность на государственной службе[2]
- Орден «За службу Отечеству» 2 степени (22 мая 2021) — по случаю 20-летия Министерства экологии и природных ресурсов Азербайджанской Республики за заслуги в охране окружающей среды и природных ресурсов в Азербайджане[3]